# Шолудивник лісовий
{{#ifeq:0|0|{{#if:Pedicularis sylvatica|{{#if:|[[]}}|[[]]}}}}
Шолуди́вник лісови́й (Pedicularis sylvatica) — отруйна дворічна або багаторічна рослина родини вовчкових. Вид занесений до Червоних книг України та Білорусі. Малопоширена декоративна рослина.

## Опис
Трав'яниста рослина 5-25 см заввишки, гемікриптофіт, напівпаразит. Корінь має гаусторії, за допомогою яких він прикріплюється до кореневої системи інших рослин і частково задовольняє потребу в поживних речовинах за їх рахунок. Стебла численні, переважно не запушені. Центральний пагін прямий із суцвіттям, що сягає його половини або майже доходить до основи. Бічні пагони полягають, на кінцях висхідні, несуть короткі, негусті, верхівкові суцвіття. Листки прикореневої розетки видовжені, цілокраї, а на верхівці зубчасто-лопатеві. Стеблові листки черешкові, довгасто-ланцетні, двічі перисторозсічені, сегменти другого порядку овальні, розсічено-зубчасті, завдовжки 15-25 мм. Інколи листки набувають червонуватого відтінку. Приквітки схожі на листки.
Квітки на коротких квітконіжках розташовані в пазухах листків. Чашечка трубчаста, п'ятизубчаста, гола, по краю волохата, 10-15 мм завдовжки. Віночок двогубий, 15-25 мм завдовжки, червоний або рожевий, його трубочка вдвічі довша за чашечку. Нижня губа гола, менша ніж верхня. Верхня губа велика, пряма, на кінці із серпоподібно зігнутим шоломом, з двома короткими вниз направленими зубцям. Тичинок 4, тичинкові нитки запушені. Плід — косояйцеподібна коробочка, коротша за чашечку. Насіння світло-коричневе, летюче.

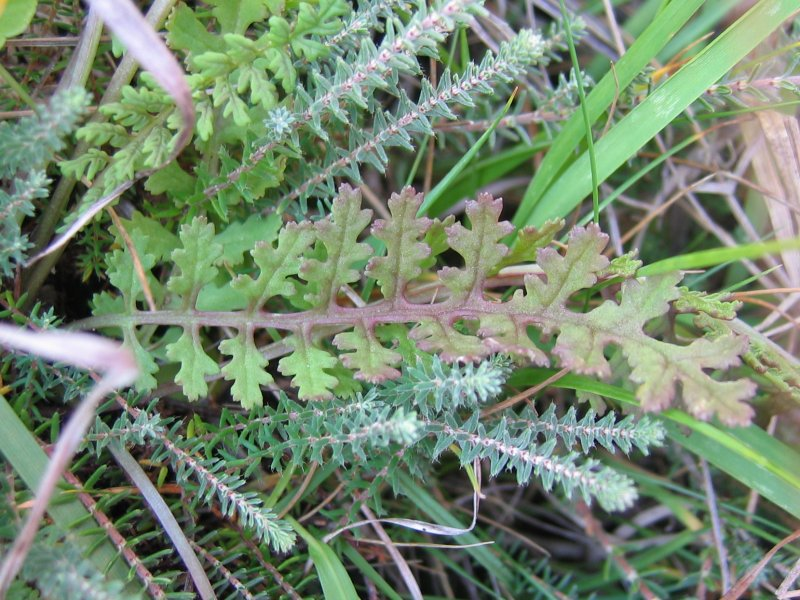
Прикореневий листок
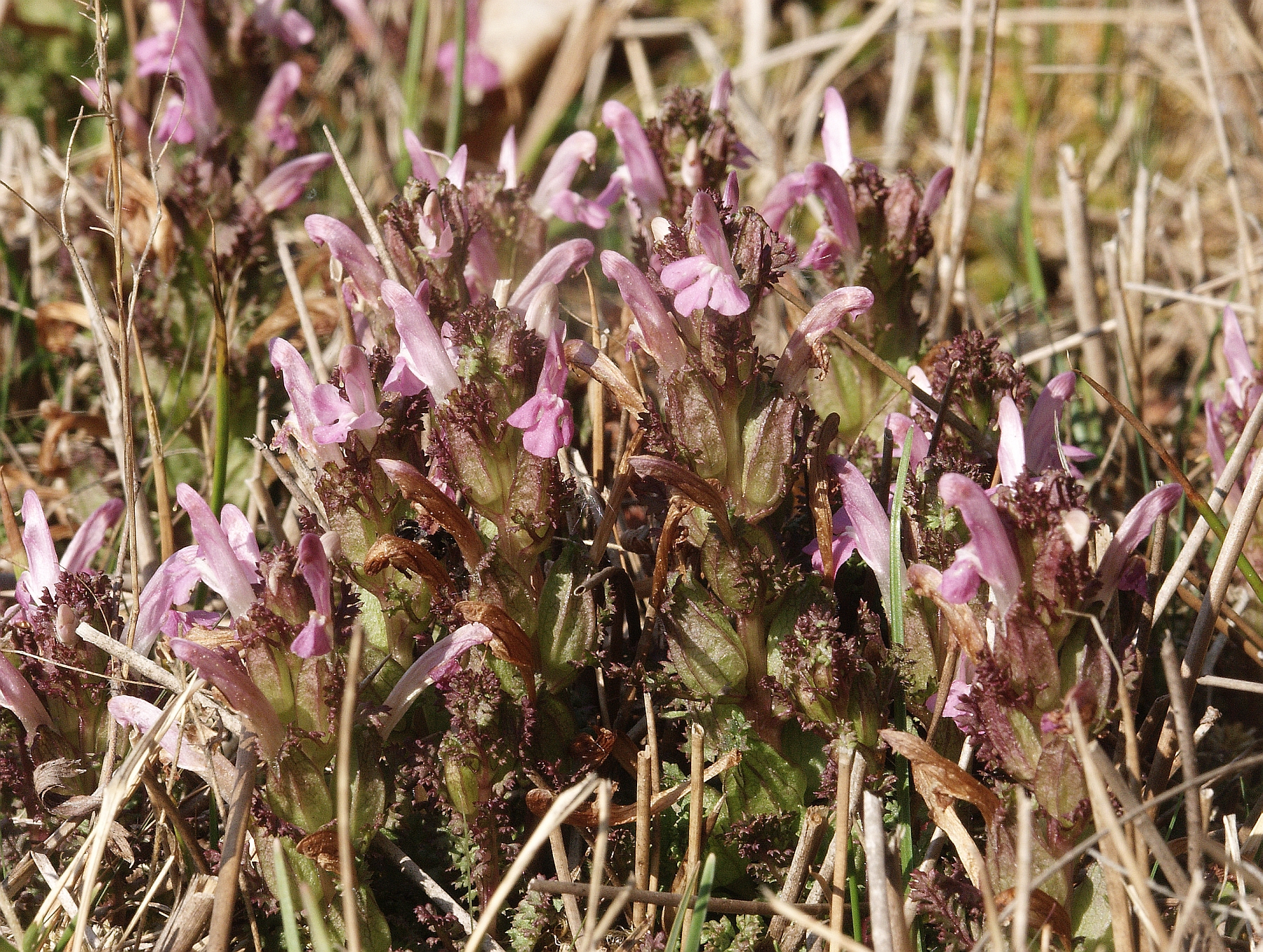
Суцвіття
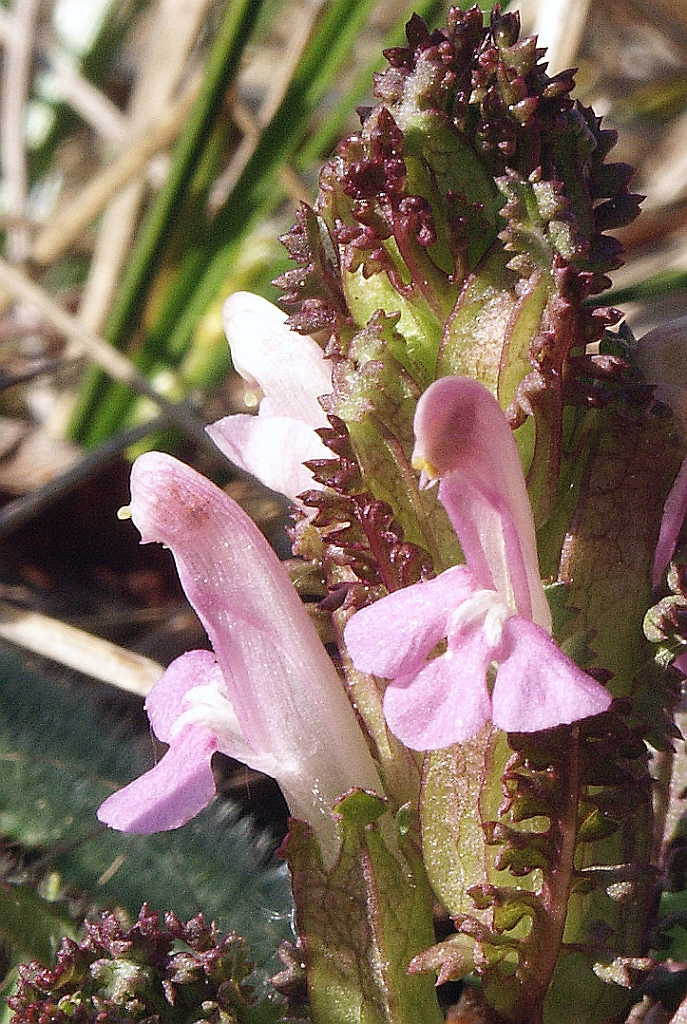
Квіти великим планом
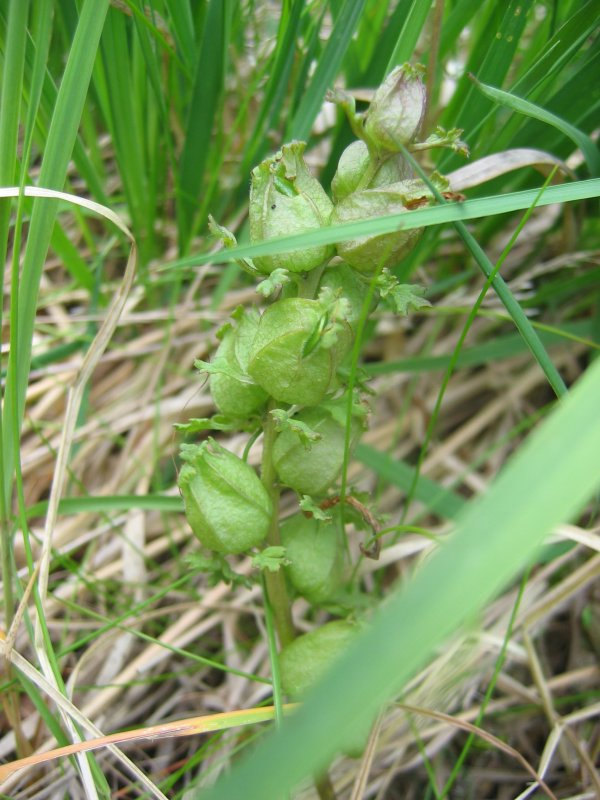
Плоди

## Екологія та поширення
Квітне у травні-липні. Запилюється комахами, причому запилення дещо утруднене через дуже вузький отвір віночка (0,5 мм завширшки), в який може протиснутися не кожна комаха. Джмелі, що не в змозі залізти всередину квітки, ласують нектаром, вигризаючи отвір у пелюстках. Плодоносить у липні-серпні. Розмножується насінням, яке поширюється вітром. Життєвий цикл цього виду дуже короткий, тривалість життя однієї особини не перевищує 2-4 років.
Шолудивник лісовий розповсюджений в країнах Атлантичної та Середньої Європи. В Україні його популяції можна знайти в Карпатах, Поліссі, Розточчі, Опіллі. Рослина світло- та вологолюбна, віддає перевагу торф'янистим, кислим ґрунтам. Трапляється на вологих луках, галявинах і пасовищах, болотах, особливо якщо вони бідні на поживні речовини.

## Значення і статус виду
Шолудивник лісовий вирізняється вузькою еколого-ценотичною амплітудою й зниженою конкурентоздатністю, тому швидко витісняється з травостою при заростанні пасовищ, осушенні боліт тощо. В Україні охороняється в національному парку «Сколівські Бескиди», природному заповіднику «Розточчя» та пам'ятці природи «Андромеда». Окрім України цей вид має також охоронний статус у Словаччині, Німеччині, Білорусі, Латвії, Литві та Польщі.

## Систематика
В межах виду описаний лише один підвид Pedicularis sylvatica subsp. lusitanica (Hoffmanns. & Link) Cout.